# Décès en 1939
Décès
- 1935
- 1936
- 1937
- 1938
- 1939
- 1940
- 1941
- 1942
- 1943

Cet article présente une liste de personnalités mortes au cours de l'année 1939.

Les mois de l'année font également l'objet de listes spécifiques :

## Décès par mois

### Date précise inconnue
- Olga Andersen, femme politique norvégienne, (° 1886).
- William Attrill, joueur de cricket et footballeur français (° mars 1868).
- Joseph Marius Jean Avy, peintre de genre, paysages, décoration murales, pastelliste et illustrateur français (° 21 septembre 1871).
- Jean Berne-Bellecour, peintre français (° 14 août 1874).
- Paul-François Berthoud, peintre et graveur français (° 17 mai 1870).
- Albert Bréauté, peintre français (° 17 octobre 1853).
- Ivan Choultsé, peintre réaliste russe naturalisé français (° 21 octobre 1874).
- Eugène François Deshayes, peintre orientaliste français (° 1868).
- Clovis Didier, peintre français (° 31 décembre 1858).
- Édouard Gelhay, peintre français (° 13 juin 1856).
- Peet Johanson, agriculteur et homme politique estonien (° 21 février 1881).
- Kiyohara Tama, peintre japonaise (° 1861).
- Okada Saburōsuke, peintre japonais (° 12 février 1869).
- Jean Plumet, peintre et dessinateur français (° 13 juin 1871).
- Enrico Ravetta, peintre italien (° 1864).
- Mohamed Ben Ali R'bati, peintre marocain (° 1861).
- Francesco Sartorelli, peintre italien (° 14 septembre 1856).
- Marzan Sharav, moine et peintre mongol (° 1869).
- Antony Troncet, peintre, graveur et illustrateur français (° 23 mai 1879).
- Ludovic Vallée, peintre pointilliste français (° 1864).

- Après 1939 :
  - Rosine Déchenaud, peintre pastelliste française (° 1881).

### Janvier
- 5 janvier : Lisandro de la Torre, homme politique, avocat, journaliste et essayiste argentin (° 6 décembre 1868).
- 9 janvier : Johann III Strauss, compositeur autrichien (° 16 février 1866).
- 10 janvier : Leroy-Dionet, peintre français (° 23 décembre 1860).
- 16 janvier :  Julien Louis Tavernier, peintre français (° 22 août 1879).
- 18 janvier : Ivan Mosjoukine, acteur et cinéaste russe puis soviétique (° 26 septembre 1889).
- 20 janvier : Tom Ricketts, réalisateur, scénariste et acteur britannique (° 15 janvier 1853).
- 24 janvier :
  - Alfred Bourgeois, politicien canadien (° 26 octobre 1872).
  - Manuel Penella, compositeur espagnol (° 31 juillet 1880).
- 28 janvier : William Butler Yeats, poète irlandais (° 10 février 1903).
- 29 janvier : Matthias Sindelar, footballeur autrichien (° 26 septembre 1889).

### Février
- 1er février : Maurice Houtart, homme politique belge (° 5 juillet 1866).
- 2 février : Anatole Deibler, bourreau français (° 29 novembre 1863).
- 5 février : Soledad Gustavo, intellectuelle espagnole (° 29 novembre 1865).
- 7 février :
  - Boris Grigoriev, peintre russe puis soviétique (° 23 juillet 1886).
  - Alfredo Müller, peintre italo-français (° 30 juin 1869).
- 10 février :
  - Louis Baudon, peintre français (° 22 décembre 1877).
  - Pie XI, pape italien (° 31 mai 1857).
- 11 février :
  - Ali Kelmendi, homme politique albanais (° 3 novembre 1900).
  - Franz Schmidt, violoncelliste et compositeur post-romantique autrichien (° 22 décembre 1874).
- 12 février : Vincent Volckaert, homme politique beelge  (° 25 février 1872).
- 14 février : Charles Crane, millionnaire et philanthrope américain (° 7 août 1858).
- 15 février :
  - Henri Jaspar, avocat et homme d'État belge (° 28 juillet 1870).
  - Kouzma Petrov-Vodkine, peintre, graphiste et décorateur de théâtre russe puis soviétique (° 5 novembre 1878).
- 18 février :  Pierre Ucciani, bijoutier, expert en joaillerie-orfèvrerie, peintre et marchand d'art français (° 28 novembre 1851).
- 21 février : Deve Toganivalu, chef autochtone fidjien (° vers 1864).
- 26 février :
  - Louis-Alexandre Cabié, peintre français (° 16 novembre 1854).
  - Stanislav Kossior, homme politique russe puis soviétique (° 18 novembre 1889).
- ? février : Jenny Zillhardt, peintre française (° 16 mars 1857).

### Mars
- 2 mars : Howard Carter, archéologue et égyptologue britannique (° 9 mai 1874).
- 6 mars, Michel Levie, homme politique belge (° 4 octobre 1861).
- 8 mars : 
  - Henry Pellatt, homme d'affaires et militaire canadien (° 6 janvier 1859).
  - Germaine Perrin de la Boullaye, archéologue française (° 2 septembre 1875).
- 10 mars : Armand Guerra, scénariste, écrivain et anarchiste espagnol (° 4 janvier 1886).
- 19 mars :
  - Charles Guérin, peintre et lithographe français (° 21 février 1875).
  - Gustave Pierre, peintre et aquafortiste français (° 7 mars 1875).
- 30 mars : Jean de Francqueville, peintre et maire français (° 17 février 1860).
- 31 mars :
  - Marie Fournets-Vernaud, peintre française (° 27 octobre 1859).
  - Ion Theodorescu-Sion, peintre roumain (° 2 janvier 1882).

### Avril
- 10 avril : János Vaszary, peintre hongrois (° 30 novembre 1867).
- 11 avril : Onorato Carlandi, peintre italien (° 15 mai 1848).
- 18 avril : Marcel Couchaux,  peintre français de l'École de Rouen (° 23 novembre 1877).
- 24 avril : Louis Trousselier, coureur cycliste français (° 29 juin 1881).
- 25 avril : 
  - Albert Larroquette, enseignant, historien et géographe (° 6 décembre 1869).
  - Georges Ricard-Cordingley, peintre français (° 30 janvier 1873).
- ? avril : Charles Denet, peintre français (° 10 février 1853).

### Mai
- 1er mai : Bautista Saavedra Mallea, avocat, professeur universitaire, sociologue, journaliste, homme politique et diplomate bolivien (° 30 août 1870).
- 2 mai : Warren Cook, acteur du cinéma muet américain (° 23 mai 1878).
- 6 mai : Constantin Somov, peintre russe (° 30 novembre 1869).
- 8 mai : Pierre Vaillant, peintre et graveur français (° 30 janvier 1878).
- 11 mai : Jean Morax, peintre, décorateur de théâtre et dessinateur suisse (° 16 septembre 1869).
- 13 mai : Stanisław Leśniewski, mathématicien et philosophe polonais (° 30 mars 1886).
- 15 mai : Percy Sherwood, compositeur et pianiste germano-britannique (° 23 mai 1873).
- 30 mai : Charles-Paul Chaigneau, peintre français (° 12 juin 1879).
- ? mai : Frédérique Charlaix, peintre française (° 1883).

### Juin
- 2 juin : Enrique Fernández Arbós, violoniste, chef d'orchestre et compositeur espagnol (° 24 décembre 1863).
- 5 juin : Xu Shichang, homme politique chinois (° 20 octobre 1855).
- 6 juin : Sabine Hackenschmidt, peintre et graveuse française (° 13 mai 1863).
- 7 juin : Robert Louis Antral, peintre, graveur et lithographe français (° 13 juillet 1895).
- 22 juin : Arkadi Rylov, peintre russe puis soviétique (° 29 janvier 1870).
- 24 juin : Marie-Augustin Zwiller, peintre français (° 10 juillet 1850).
- 27 juin :
  - Alix Marquet, sculpteur et peintre français (° 8 janvier 1875).
  - Pierre-Gaston Rigaud, peintre français (° 4 août 1874).
- 30 juin : Henri Rapin, peintre, illustrateur et décorateur français (° 24 février 1873).

### Juillet
- 12 juillet : Fernand Rinfret, maire de Montréal et politicien (° 28 février 1883).
- 14 juillet : Alphonse Mucha, peintre austro-hongrois puis tchécoslovaque (° 24 juillet 1860).
- 15 juillet : Louis de Monard, peintre et sculpteur animalier français (° 31 janvier 1873).
- 16 juillet : Henri Le Sidaner, peintre post-impressionniste français (° 7 août 1862).
- 17 juillet : Pierre Vellones, peintre et compositeur français (° 29 mars 1889).
- 19 juillet : John Cassidy, sculpteur et peintre irlandais (° 1er janvier 1860).
- 21 juillet : Charles Malfroy, peintre français (° 27 mai 1862).
- 23 juillet : Carl Moser, peintre et graveur autrichien (° 27 janvier 1873).
- 29 juillet : Raymond Brown, acteur américain (° 16 août 1874).

### Août
- 3 août : August Enna, compositeur danois (° 13 mai 1859).
- 5 août : Charles du Bos, écrivain et critique littéraire (° 27 octobre 1882).
- 11 août : Alphonse Osbert, peintre symboliste français (° 23 mars 1857).
- 14 août : Isaak Brodsky, peintre russe puis soviétique (° 6 janvier 1884).
- 17 août : Daniel Boon, homme politique belge (° 18 août 1872).
- 25 août : Jan Vos, footballeur international néerlandais (° 17 avril 1888).
- 26 août :
  - Angèle Delasalle, peintre et aquafortiste française (° 15 février 1867).
  - Louis Heusghem, coureur cycliste belge (° 26 décembre 1882).

### Septembre
- 8 septembre :
  - Maurice George Moore, militaire et homme politique irlandais (° 10 août 1854).
  - Josef Wenig, peintre, illustrateur, scénographe et costumier austro-hongrois puis tchécoslovaque (° 12 février 1885).
- 12 septembre : Paul Rouvière, architecte français (° 11 octobre 1906).
- 16 septembre :
  - Vladimir Bazarov, philosophe marxiste et économiste russe puis soviétique (° 8 août 1874).
  - Ludovic Vallée, peintre pointilliste français (° 11 octobre 1864).
- 18 septembre : Witkacy, philosophe, pamphlétaire, peintre, photographe et romancier polonais (° 24 février 1885).
- 19 septembre : Cornelis Dopper, compositeur et chef d'orchestre néerlandais (° 7 février 1870).
- 21 septembre : Park Yeong-hyo, homme politique coréen de la dynastie Joseon (° 19 juillet 1861).
- 23 septembre :
  - Sigmund Freud, neurologue et psychiatre (° 6 mai 1856).
  - Eugeniusz Kazimirowski, peintre polonais (° 11 novembre 1873).
  - Frits van den Berghe, peintre, graveur et dessinateur belge (° 3 avril 1883).
- 24 septembre : René Berti, peintre et graveur italien (° 26 octobre 1884).
- 25 septembre : Lars Jorde, peintre norvégien (° 22 juillet 1865).
- 30 septembre : Eugène Martial Simas, peintre, décorateur de théâtre, architecte d'intérieur, cartonnier et illustrateur français (° 31 août 1862).

### Octobre
- 3 octobre : Marcel Buysse, coureur cycliste belge (° 11 novembre 1889).
- 12 octobre : László Szapáry, homme politique et diplomate hongrois (° 16 mai 1864).
- 13 octobre : Louise Germain, peintre française (° 22 avril 1874).
- 17 octobre : Florane, peintre, dessinateur et illustrateur français (° 7 novembre 1871).
- 29 octobre : Louis Eugène Roy, homme politique haïtien (° 1861).
- 30 octobre : Ernesto Murolo, poète, dramaturge et journaliste italien (° 4 avril 1876).

### Novembre
- 1er novembre :
  - Aloïs Catteau, coureur cycliste belge (° 11 août 1877).
  - Charles Weinberger, compositeur autrichien d'opérettes (° 3 avril 1861).
- 5 novembre : Charles Barrois, géologue français (° 21 avril 1851).
- 6 novembre : Anton Hirschig, peintre néerlandais (° 18 février 1867).
- 10 novembre :
  - Samuel Adalberg, parémiologiste et historien polonais (° 1868).
  - Etienne Girardot, acteur anglais (° 11 février 1856).
- 11 novembre : Kagaku Murakami, peintre et illustrateur japonais (° 3 juillet 1888).
- 13 novembre : Antoine-Louis Manceaux, peintre, illustrateur et lithographe français (° 27 octobre 1862).
- 20 novembre : Désiré Pâque, compositeur, pianiste, organiste, chef d'orchestre, pédagogue et théoricien belge (° 21 mai 1867).
- 28 novembre : James Naismith, inventeur du jeu de basket-ball canadien (° 6 novembre 1861).
- ? novembre : Abd-ol-Hossein Farmanfarma, homme politique iranien (° 1857).

### Décembre
- 3 décembre : Hasan Tahsin Uzer, haut fonctionnaire et homme politique ottoman et turc (° 29 août 1877).
- 4 décembre : Wu Peifu, militaire et homme politique chinois (° 22 avril 1874).
- 5 décembre : Victor Gilsoul, peintre belge (° 9 octobre 1867).
- 8 décembre : Jean Leroy, peintre et sculpteur belge (° 24 février 1896).
- 9 décembre : Thomas Priday, militaire britannique (° 1912 ou 1913).
- 12 décembre : Kolë Idromeno, peintre, sculpteur, architecte, ingénieur, musicien et photographe albanais (° 15 août 1860).
- 13 décembre :
  - Antonio Casertano, homme politique italien  (° 20 décembre 1863).
  - Paul Jamot, peintre, critique d’art et conservateur de musée français (° 22 décembre 1863).
- 15 décembre : Pierre Desbois, peintre et graveur aquafortiste français (° 29 avril 1873).
- 18 décembre :
  - Eugène Charasson, peintre français (° 25 novembre 1874).
  - Bruno Liljefors, peintre suédois (° 14 mai 1860).
- 22 décembre : 
  - María Cambrils, écrivaine et féministe espagnole (° 1878).
  - Herbert James Palmer, premier ministre de l'Île-du-Prince-Édouard (° 26 août 1851).
- 24 décembre : Aline Guérin-Billet, peintre et sculptrice française (° 25 mai 1865).
- 27 décembre : Émile Méret, peintre français (° 30 mai 1866).
- ? décembre :  Karol Hiller, peintre, graphiste et photographe polonais (° 6 décembre 1891).